# Миколайчики приморські
Миколайчики приморські, миколайчик приморський (Eryngium maritimum L.) — вид рослин родини окружкові (Apiaceae). лат. maritimum — «море», вказуючи на його прибережне середовище існування.

## Морфологія

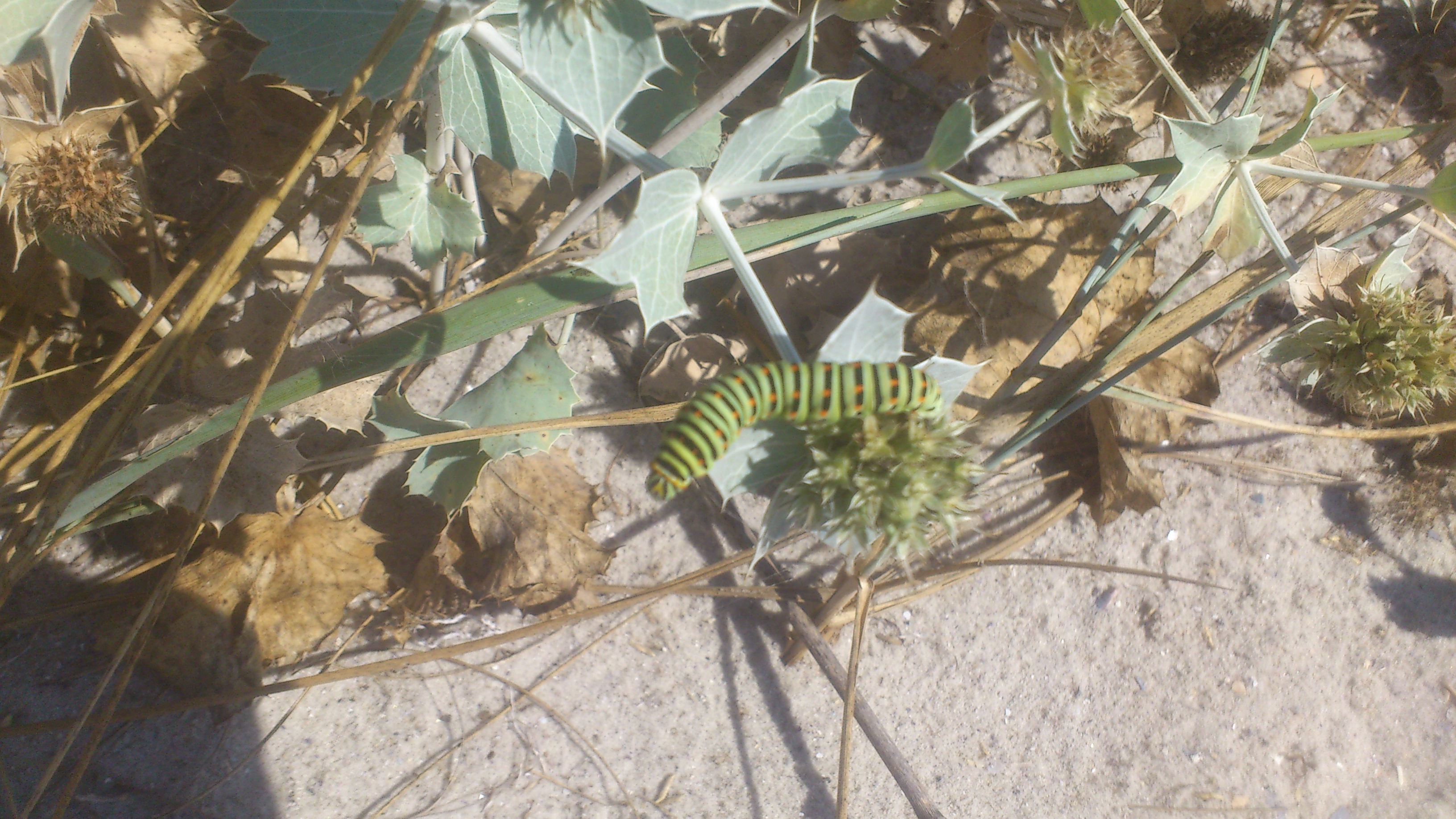
Гусінь махаона на миколайчиках приморських на Кінбурнській косі

Це багаторічна трав'яниста, шкіряста і терниста, з надійним кореневищем, стебла висотою від 20 до 60 см, розгалужені у верхній частині, сіро-зеленого кольору. Листя шкірясте сіро-зеленого кольору з блакитним відтінком. Суцвіття являє собою компактну парасольку, що формується з гермафродитних квітів 2-4 см, синіх чи аметистових, захищених колючими приквітками. Цвіте з червня по вересень. Щільно лускатий плід, з колючими лусками, шилоподібний, коричневий. 2n = 16.

## Поширення, біологія
Країни поширення: Алжир (північ); Єгипет (північ); Лівія (північ); Марокко; Туніс; Кіпр; Ізраїль; Ліван; Сирія; Туреччина (північ і захід); Грузія; Данія; Ірландія; Норвегія; Швеція; Об'єднане Королівство; Бельгія; Німеччина; Нідерланди; Польща; Естонія; Латвія; Литва; Молдова; Україна (вкл. Крим); Албанія; Болгарія; Хорватія; Греція (вкл. Крит); Італія (вкл. Сардинія, Сицилія); Чорногорія; Румунія; Словенія; Франція (вкл. Корсика); Португалія; Гібралтар; Іспанія (вкл. Балеарські острови). Росте на прибережних дюнах. Завдяки своїй розвиненій кореневій системі може блокувати рух піску, стабілізуючи його, таким чином, сприяючи розвитку колонізації рослинністю.

## Галерея

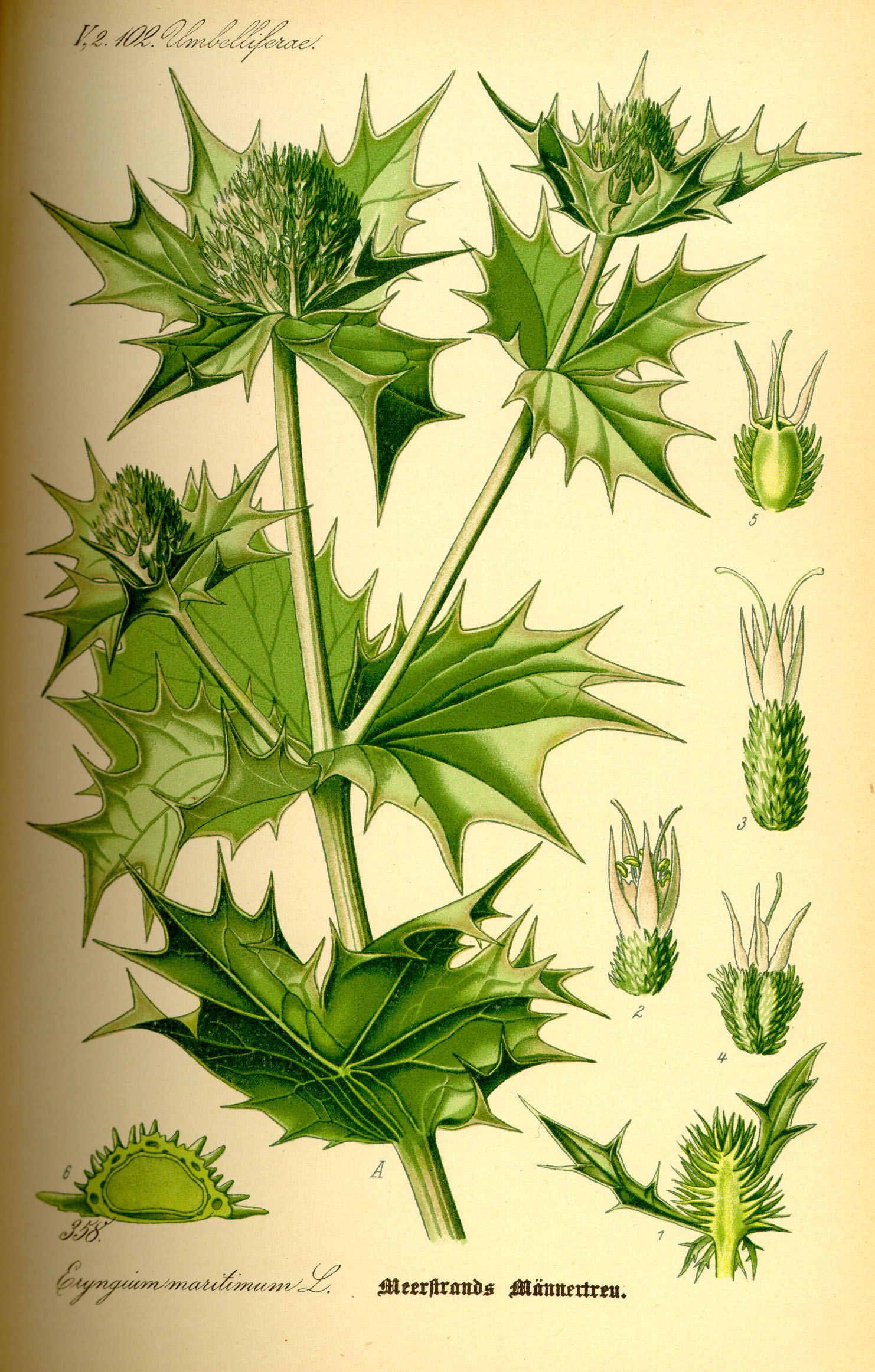
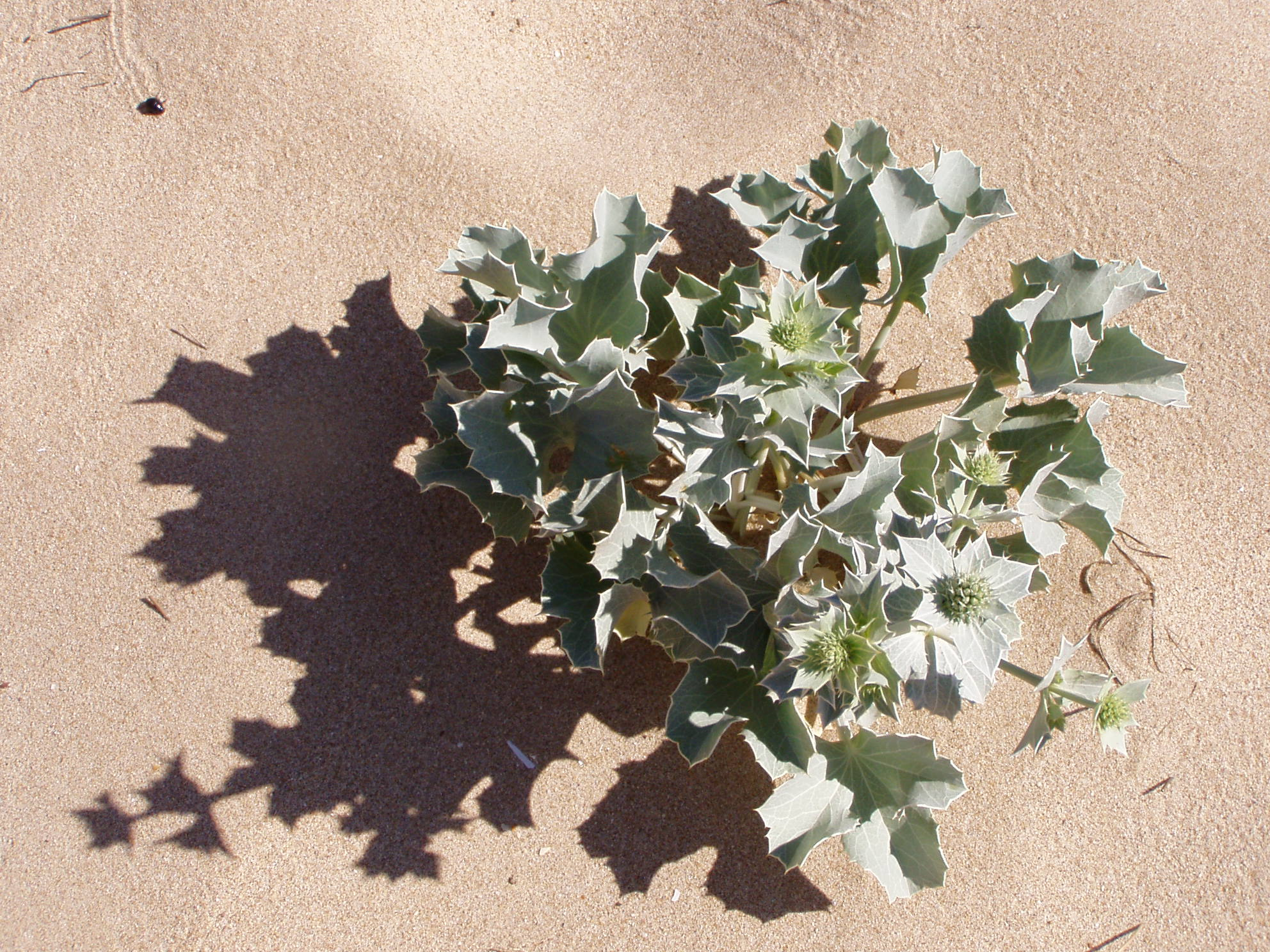
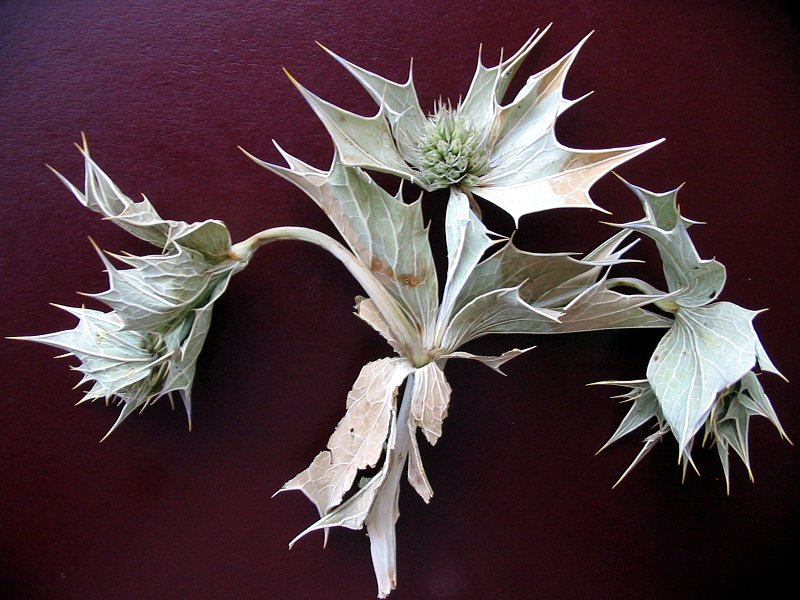
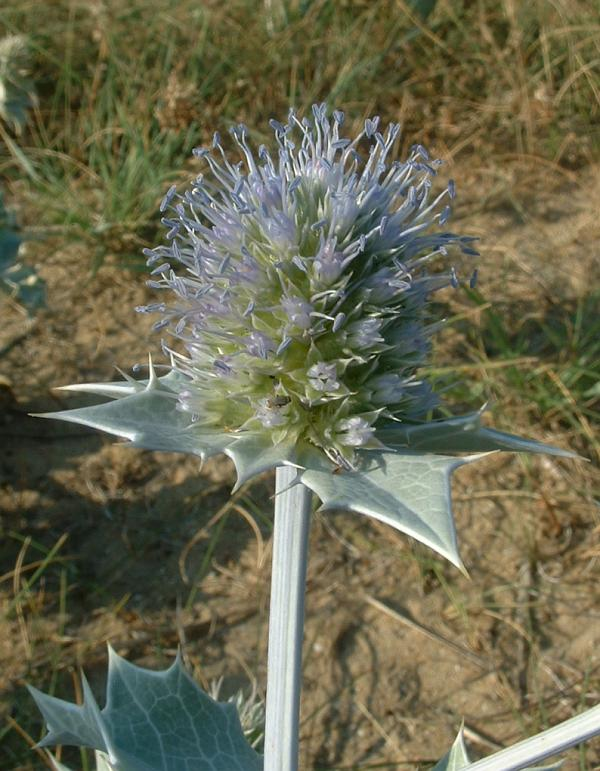
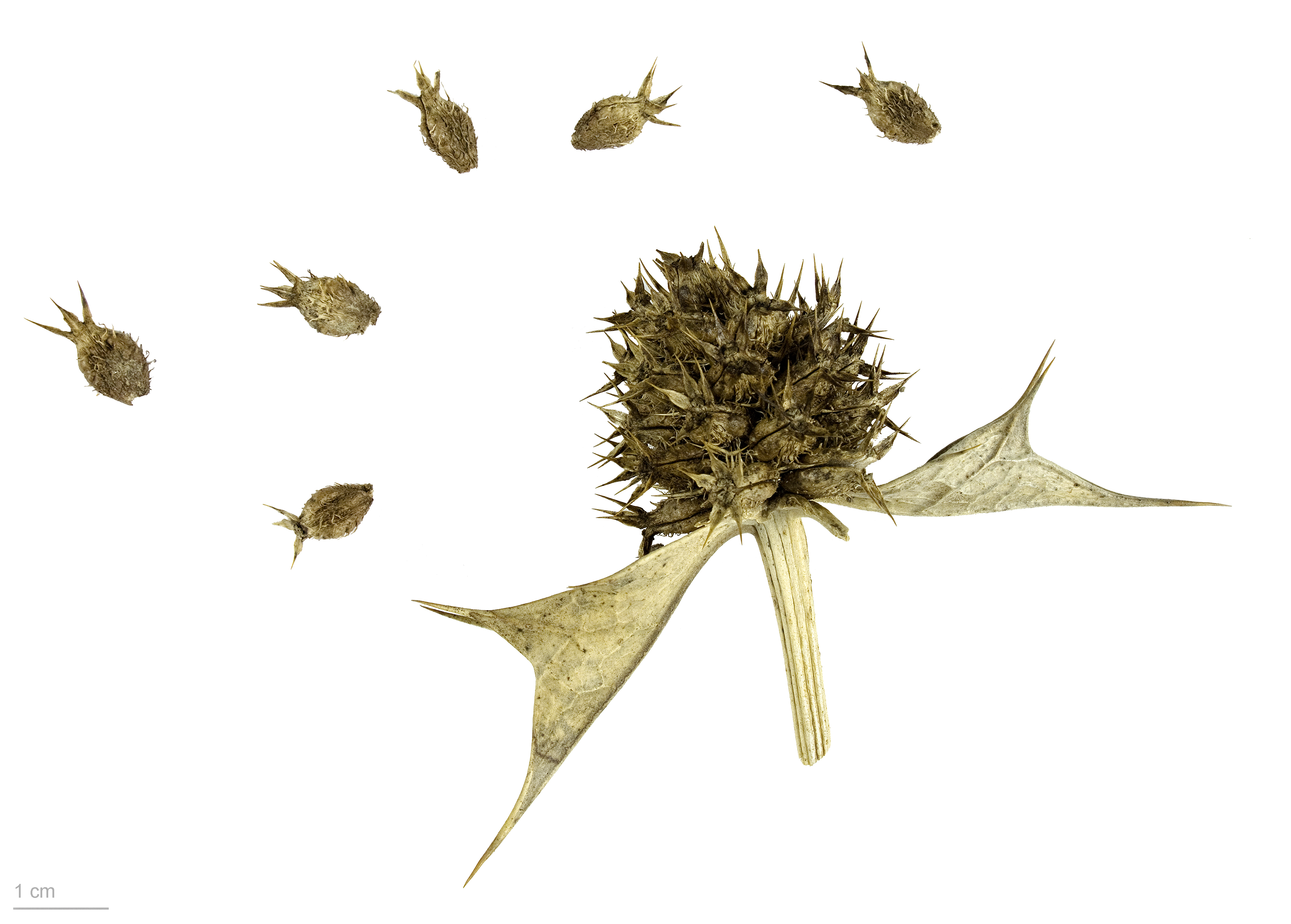